# Ян Вікторс
Ян Вікторс (нід. Jan Victors, хрещений 13 червня 1619, Амстердам — грудень 1679, Індонезія) — нідерландський художник Золотої доби, автор полотен, головним чином, на біблійні та історичні сюжети.

## Біографія
Ян Вікторс народився у 1619 році в Амстердамі в родині бідного теслі. В податкових документах міста Гарлем за 1772 рік зазначений як учень Рембрандта. Хоча немає певності, що він працював у рембрантівській майстерні, наслідування стилю Рембрандта помітне в його роботах, зокрема у відомій картині «Молода дівчина біля вікна» (1640). Це полотно було створене Вікторсом у віці лише 20 років, проте очікуючий погляд дівчини є прикладом чудового відтворення характеру. Після катастрофічного в історії країни 1722 року, як і для більшості художників в Амстердамі, для Вікторса настали важкі часи. Він був змушений полишити живопис і у 1676 році влаштувався на роботу до Ост-Індійської компанії на посаду нід. ziekentrooster, що поєднувала обов'язки медбрата і священослужителя. Помер невдовзі після прибуття до Індонезії, тоді Голландської Ост-Індії.

## Творчість
Ян Вікторс писав портрети, жанрові сцени, картини на історичні сюжети (на полотні і дошці). Подібно іншим учням і послідовникам Рембрандта у 1640-х і на початку 1650-х років, значну частину його робіт складали великі полотна на біблійні сюжети. Незважаючи на сильний і явний вплив Рембрандта, для стилю Вікторса характерні більш виразні і театральні жести і постановка. Його картинам властиві об'ємні драпірування, округлі форми, монументальний формат і плавна техніка з помірним м'яким світлом і насиченими кольорами. Біблійні сцени творів часто взяті зі Старого Заповіту.[a]
Після 1650 року художник приділяє більше уваги зображенню вуличного життя: сільських торговців, знахарів, м'ясників і ремісників. Поступово в роботах стає помітним поєднання впливів Пітера Ластмана, Абрагама Блумарта, а також учнів Рембрандта Говерта Флінка і Ґербранда ван ден Екгоута.

## Роботи

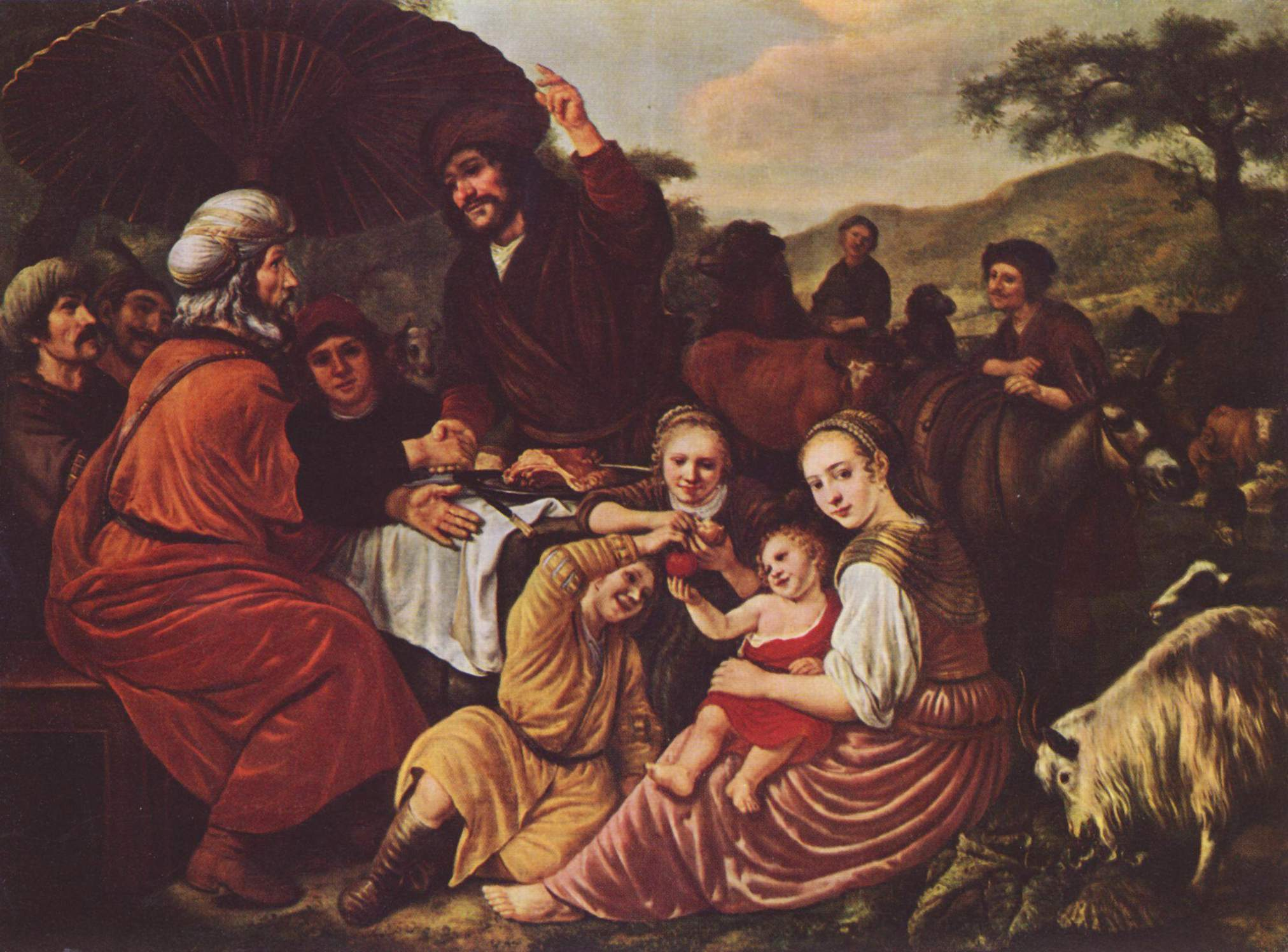
«Мойсей отримує брагословення від Йофора», 1635; Музей образотворчих мистецтв, Будапешт.
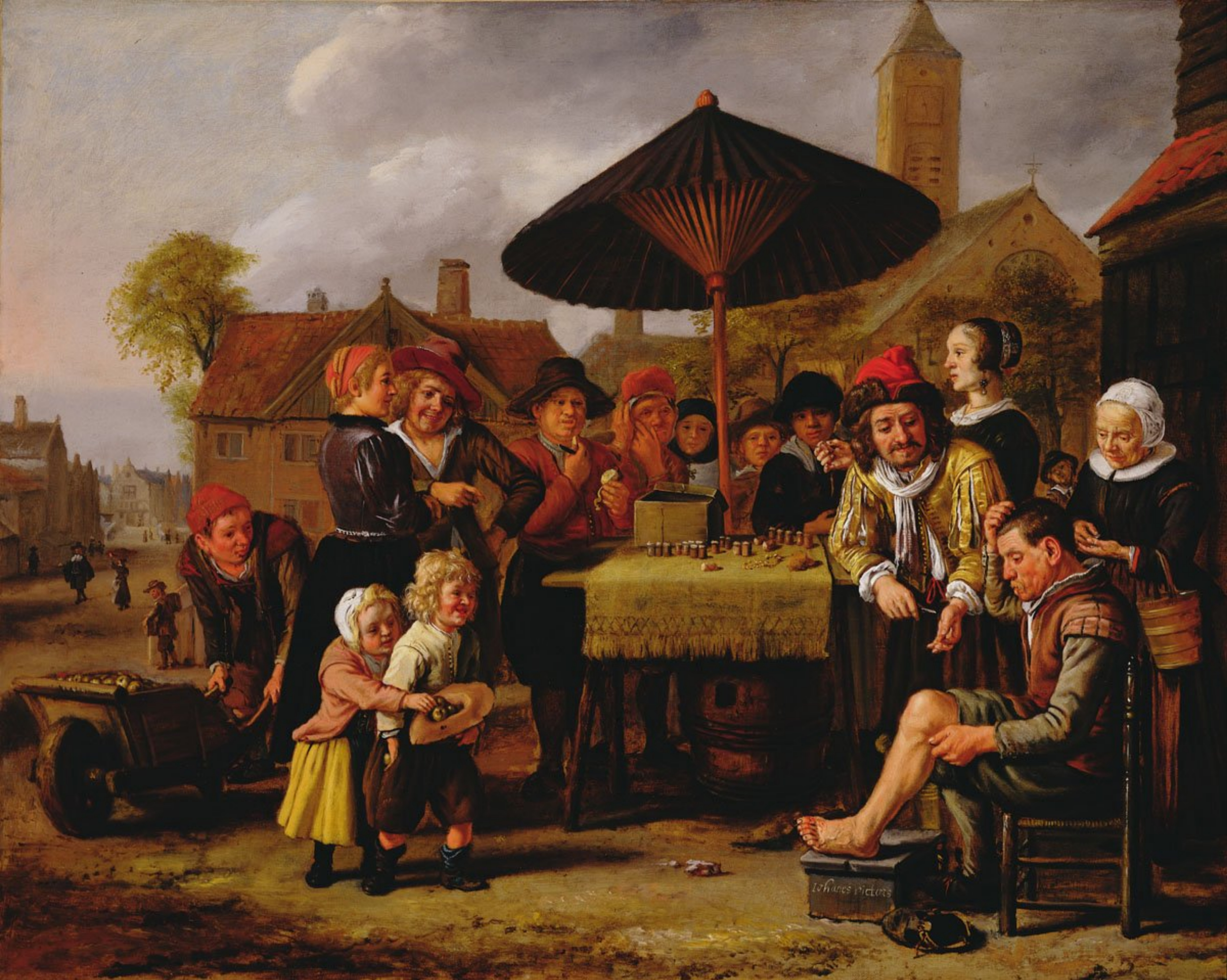
«Ярмарковий лікар», 1635; Музей образотворчих мистецтв, Будапешт.
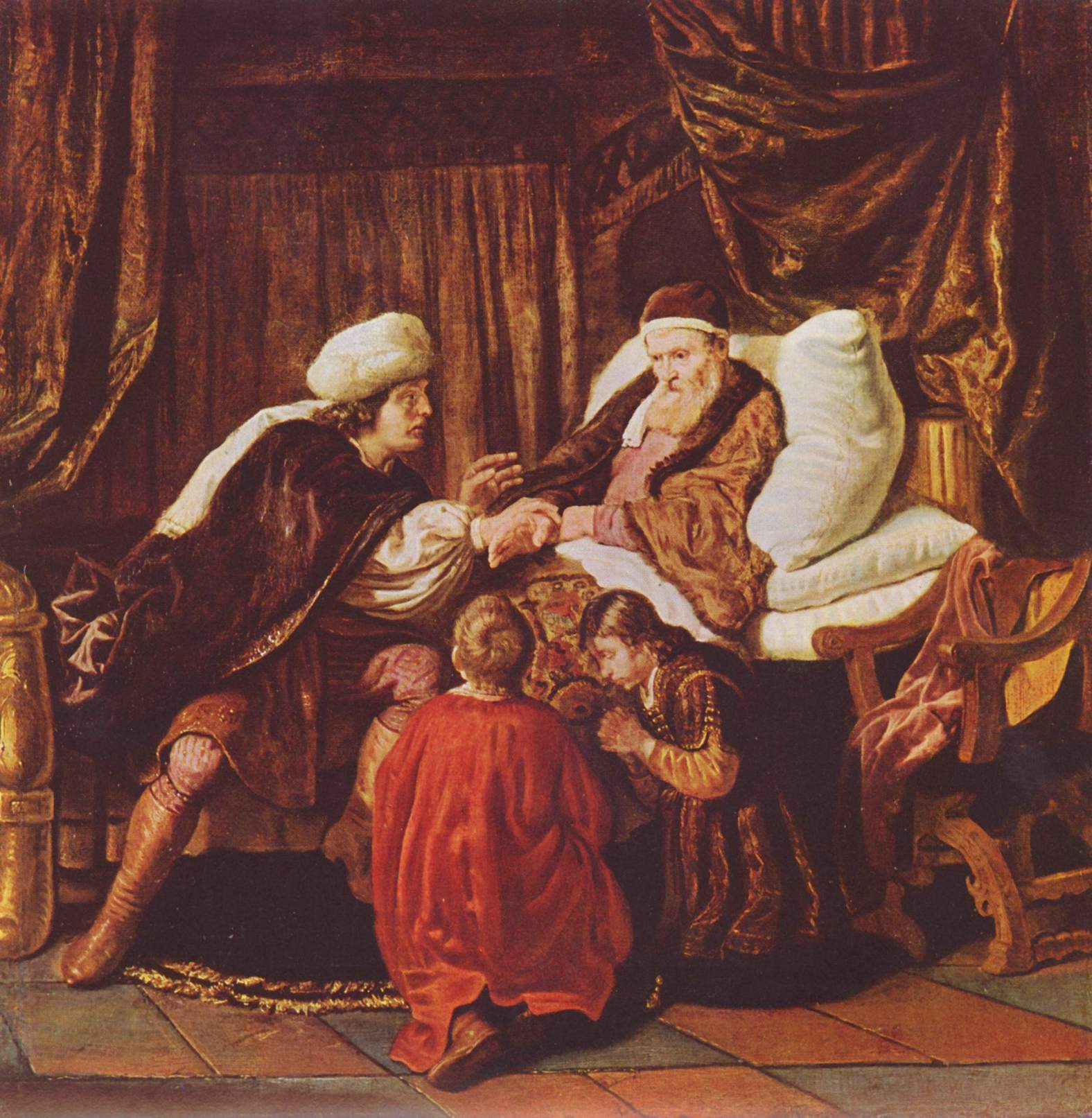
«Яків благословляє синів Йосифа», 1635; Музей образотворчих мистецтв, Будапешт.
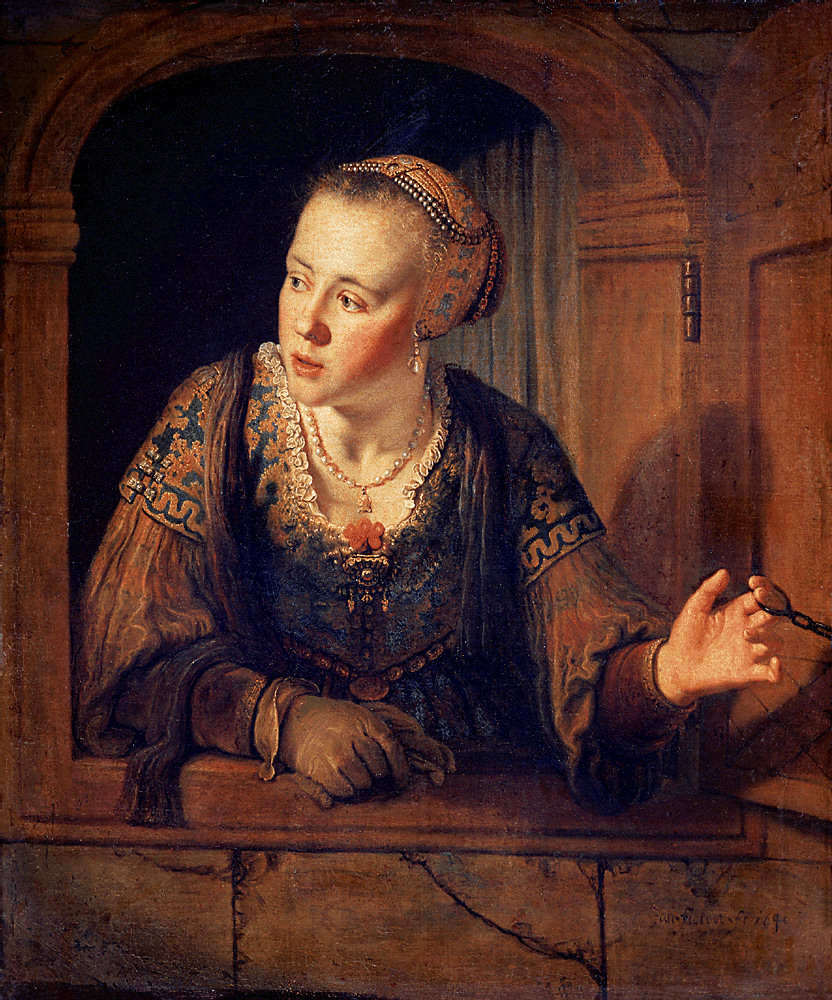
«Молода дівчина біля відчиненого вікна», 1640; Лувр, Париж.
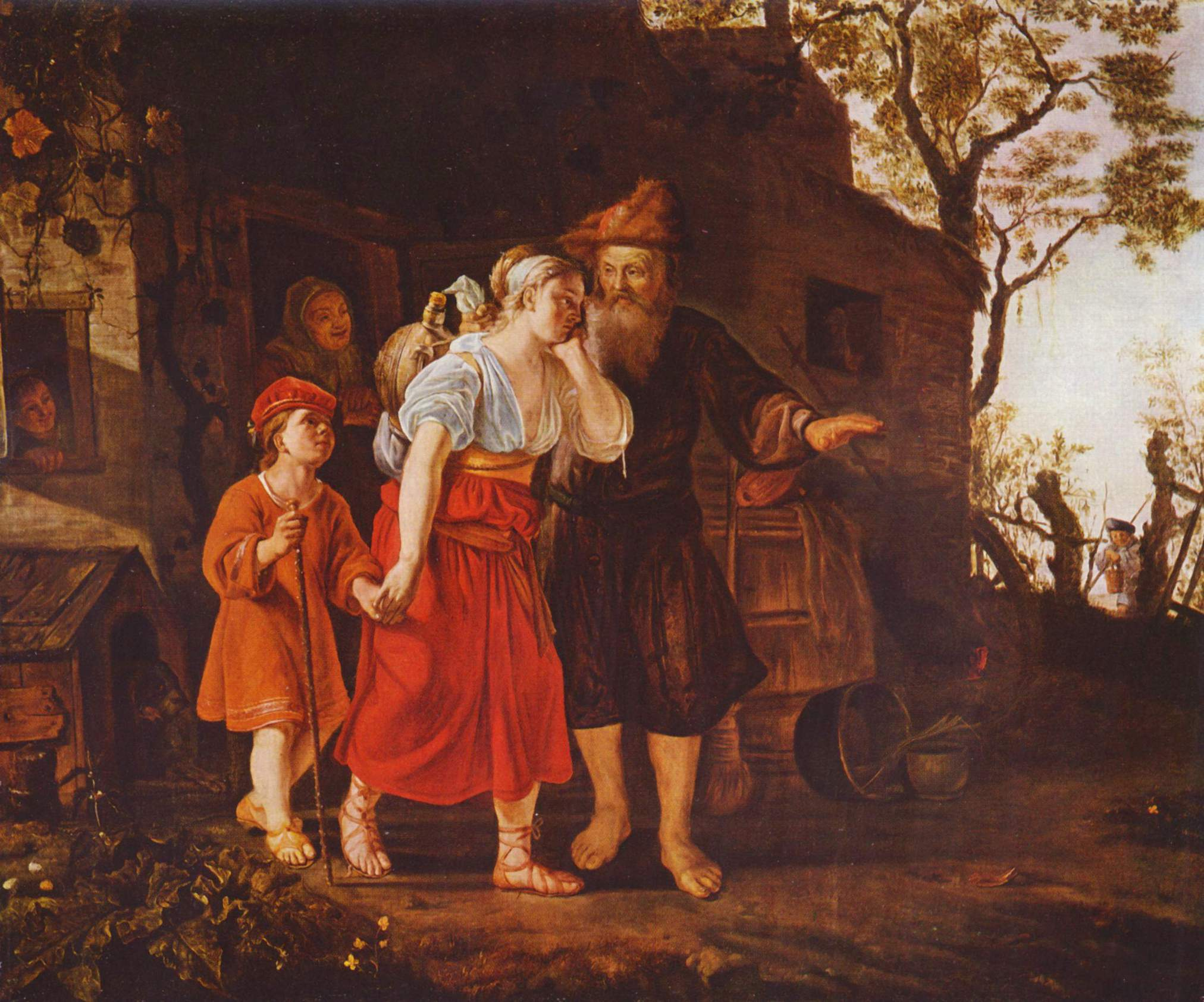
«Мандрівники», 1635; Музей образотворчих мистецтв, Будапешт.
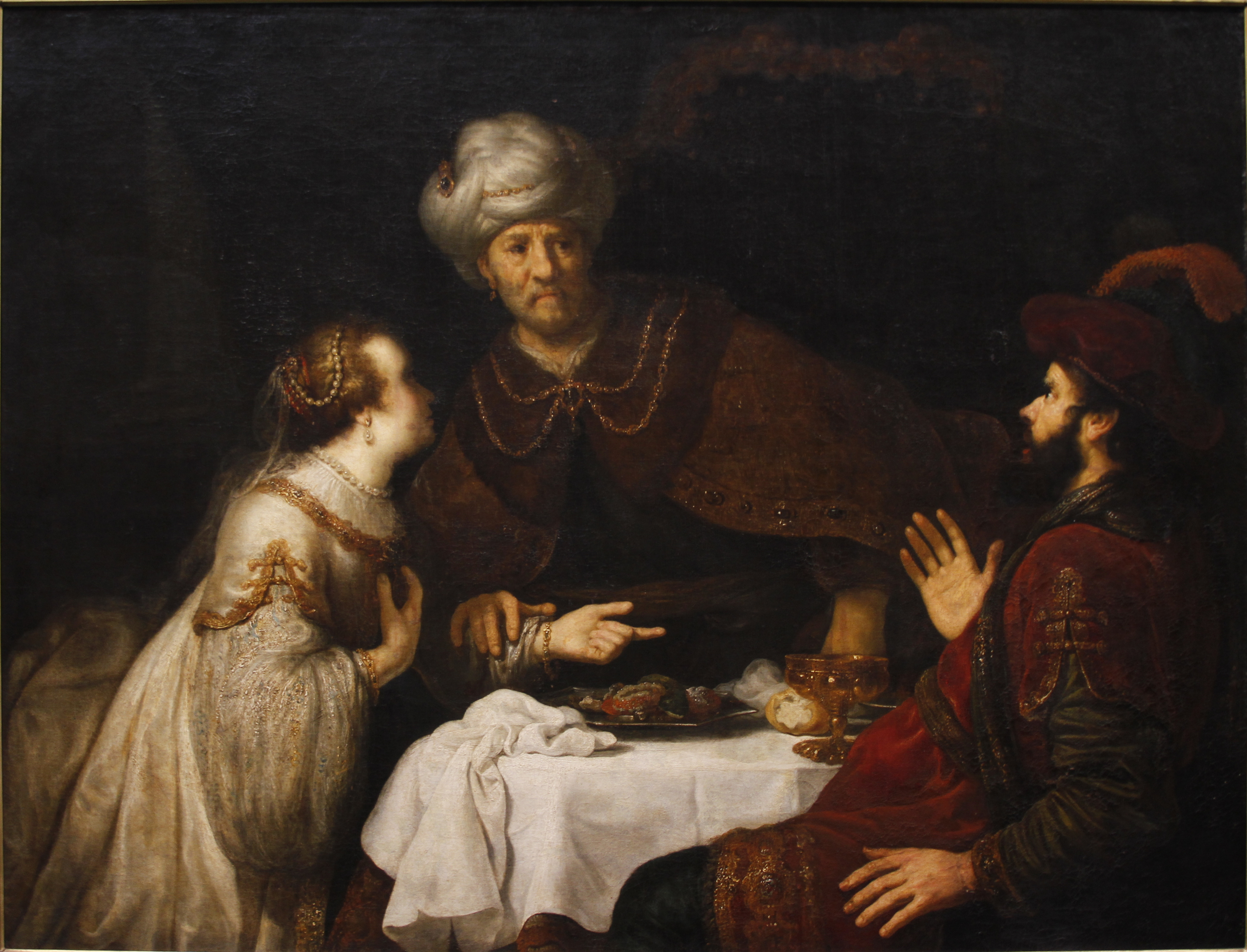
«Есфір і Аман перед Артаксерксом»,1635/40; Музей Вальрафа-Ріхарца, Кельн.
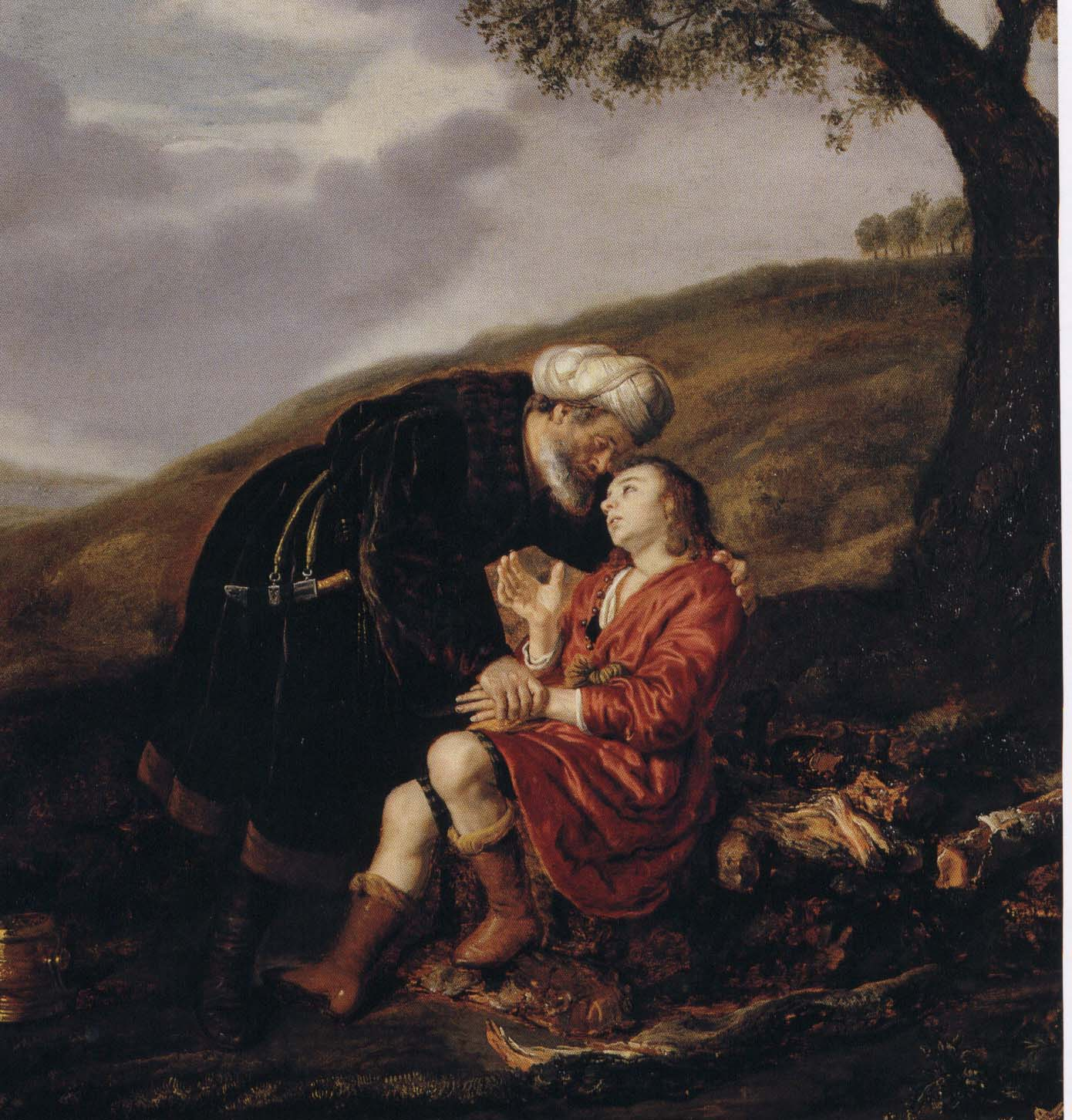
«Авраам та Ісак перед жертвоприношенням», 1642; Тель-Авівський музей мистецтв.
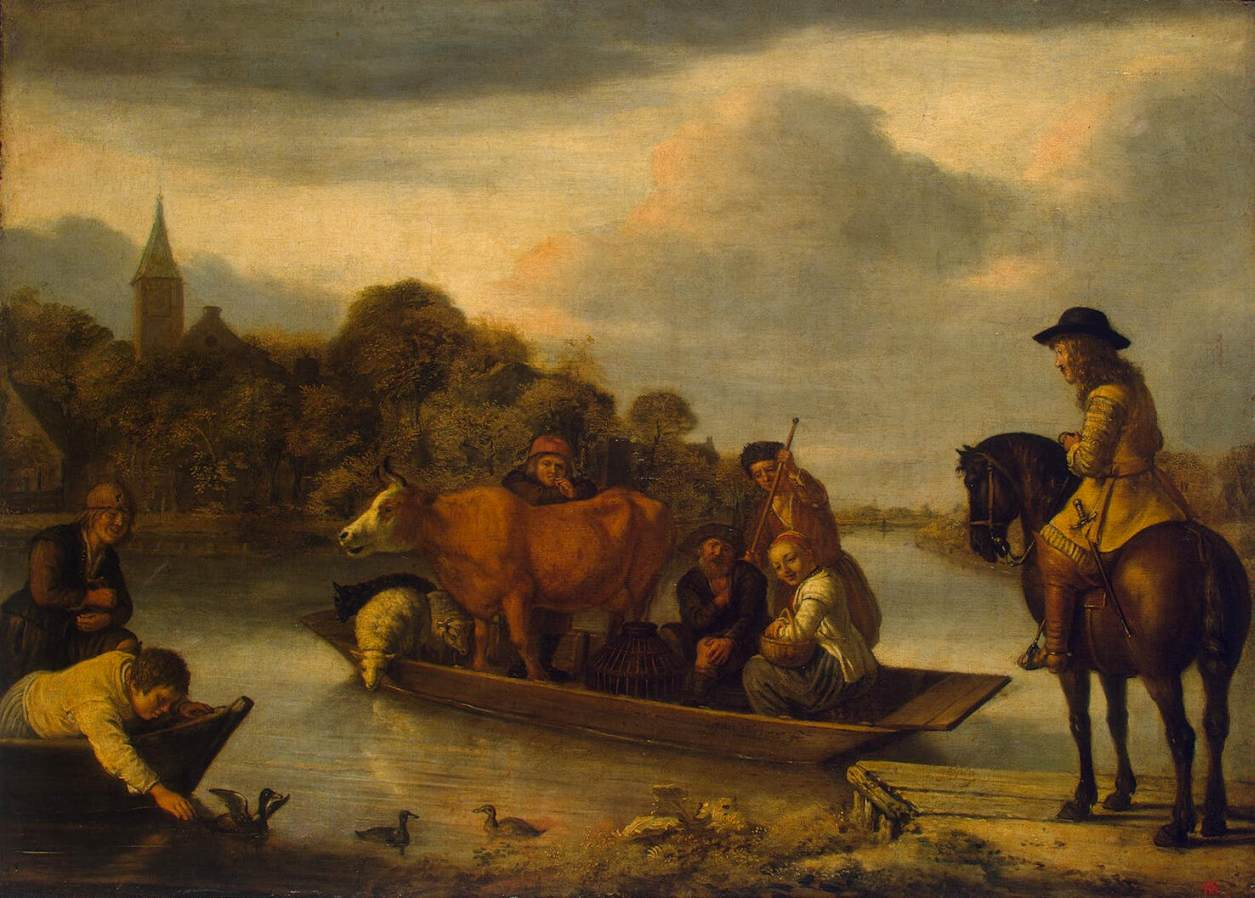
«Паром», 1660-ті рр.; Ермітаж, Санкт-Петербург.